# الأيام الأخيرة في الصحراء
الأيام الأخيرة في الصحراء هو فيلم من نوع دراما أُصدر في 2015. الفيلم من إنتاج Division Films ‏، ومن توزيع Broad Green Pictures ‏، وهو من إخراج وسيناريو رودريغو غارسيا.

## القصة
تقع أحداث الفيلم في فلسطين.

## طاقم التمثيل
- إيوان مكريغور
- آيليت زورر
- كيران هايندز
- تاي شيريدان

## وصلات خارجية
- الأيام الأخيرة في الصحراء على موقع IMDb (الإنجليزية)
- الأيام الأخيرة في الصحراء على موقع ميتاكريتيك (الإنجليزية)
- الأيام الأخيرة في الصحراء على موقع روتن توميتوز (الإنجليزية)
- الأيام الأخيرة في الصحراء على موقع قاعدة بيانات الأفلام العربية
- الأيام الأخيرة في الصحراء على موقع ألو سيني (الفرنسية)
- الأيام الأخيرة في الصحراء على موقع أول موفي (الإنجليزية)
- الأيام الأخيرة في الصحراء على موقع فيلمافينيتي (الإسبانية)
- الأيام الأخيرة في الصحراء على موقع قاعدة بيانات الفيلم (الإنجليزية)
- الأيام الأخيرة في الصحراء على موقع ليتربوكسد (الإنجليزية)
- الأيام الأخيرة في الصحراء على موقع كينوبويسك (الروسية)